# 大彎食蚊魚
大彎食蚊魚，為輻鰭魚綱鯉齒目鯉齒亞目花鳉科的其中一種，被IUCN列為易危保育類動物，分布於北美洲美國德州大彎國家公園植被生長的溪流、水塘，體長可達5.4公分，屬於肉食性，生活習性不明。

## 擴展閱讀
維基物種上的相關：大彎食蚊魚